# Cavendishia
Cavendishia es un género de  plantas perennes leñosas, muchas de las cuales son epífitas. Es nativo de áreas tropicales en zonas montañosas desde el sur de México, América Central, norte de Bolivia y hacia el este en las Guayanas y entrando en Pará (Brasil). Comprende 206 especies descritas y de estas, solo 113 aceptadas.

## Taxonomía
El género  fue descrito por John Lindley y publicado en Edwards's Botanical Register 21: pl. 1791. 1835.

## Especies selectas
- Cavendishia bracteata
- Cavendishia complectens
- Cavendishia cordifolia
- Cavendishia martii
- Cavendishia pubescens
- Cavendishia quereme (Kunth) Benth. & Hook.f. - quereme de Cali[4]
- Cavendishia tarapotana